# Günter Albrecht (Ingenieur)
Günter Gebhard Willibald Herrmann Albrecht (* 27. August 1931 in Rostock) ist ein deutscher Ingenieur.

## Leben
Günter Albrecht wurde Sohn des Schneiders Franz Albrecht und dessen Frau, der Erzieherin Lise-Lotte Albrecht, geboren. Sein Abitur bestand er 1951. In diesem Jahr trat er eine Lehre als Maschinenschlosser an, die er zwei Jahre später beendete und Facharbeiter wurde. Danach bezog er die Technische Universität Chemnitz, um das Ingenieurswesen, besonders den Maschinenbau, zu studieren. 1958 schloss er dieses Studium ab und erhielt im nächsten Jahr den Grad eines Diplom-Ingenieurs. Bis 1961 war er Planungstechnologe des Rostocker Dieselmotorenwerks.
1961 wurde Albrecht als Oberassistent, Dozent und wissenschaftlicher Mitarbeiter an die Fakultät für Ingenieurökonomie der Universität Rostock berufen. Dort wurde er außerdem 1966 zum Doktor der Wirtschaftswissenschaften promoviert. Seine Lehrbefähigung erhielt er schließlich 1969. 1972 wurde er Berater der Redaktion der Zeitschrift Fertigungstechnik und Betrieb und wurde in das Ministerium für Fach- und Hochschulwesen als wissenschaftlicher Beirat für Betriebswissenschaften berufen. Diese Stellung hielt er sieben Jahre lang inne. 1989 wurde er auch aus der Stelle als Redaktionsberater entlassen.
Seit seiner Habilitation 1977 dozierte Albrecht an der Universität für Maschinenbautechnologie. 1979 verließ er zunächst die Universität, um ordentlicher Professor an der Pädagogischen Hochschule Güstrow zu werden. Auch wurde er in die Kommission für Polytechnik am Ministerium für Volksbildung berufen. 1989 stieg er aus diesem Amt aus.
1991/1992 lehrte Albrecht an der Universität Rostock als Professor für allgemeine Technologie. An der Universität hatte er ferner Eigenschaften als Gruppenleiter, Leiter und Sprecher des Bereichs Wissenschaft inne. Davon abgesehen war er Mitglied des Wissenschaftlichen Rats der Hochschule Güstrow und Mitglied der Neuerer-Kommission gewesen. Auch gehört er der Kammer der Technik an.

## Werke
- Die Einführung des Werkstoffes Gußeisen mit Kugelgraphit im Dieselmotorenbau (Rostock 1966)